# Kfar-Hahoresh
Kfar-Hahoresh (כפר החורש) est un kibboutz de Galilée situé à 2 km à l'Ouest de Nazareth, dans une région boisée. Il est fondé en 1933.
Le KKL achète les terrains d'une superficie de 4000 dounam en 1930. Les fondateurs s'adonnent directement à l'aménagement du terrain. Ils sont issus du mouvement Gordonia, et préalablement préparés à Ness-Tziona. 
Jusqu'en 1947, il n'existe aucun accès routier au kibboutz, isolé dans un environnement arabe hostile. Yossef Weiz en parle ainsi à l'époque : "Qui veut vivre sur les montagnes doit apprendre à subsister de pain et d'olives... Même de caroubes il est possible de vivre.".
Un des membres de Kfar-Hahoresh rétorque : "Il faut vivre à cet endroit et y dormir pour connaître le goût de la garde nocturne, lorsque les vents forts et assourdissants permettent à l'ennemi de s'introduire en catiminie jusqu'aux positions de défense. De combien de forces, de résistance nerveuse et de ressources devra faire preuve encore le groupe pour rester sur les lieux ?".
Kfar-Hahoresh doit faire face au manque de terres arables, à la carence en force humaine et aux problèmes de sécurité.
Le kibboutz est évacué lors de la Guerre d'Indépendance, et les habitants d'origine ne s'y réinstalleront pas. C'est un groupe originaire de Hongrie, formé à Tzéélim dans le Néguev, qui, avec l'indépendance du pays, remet sur pied l'implantation avec le soutien financier de l'état.
Aujourd'hui Kfar-Hahoresh compte 450 membres, dont les ressources proviennent d'un petit hôtel, d'une importante boulangerie et des produits de la terre.